# 노 하드 필링스
"노 하드 필링스"(영어: No Hard Feelings)는 2023년 개봉한 미국의 성장, 섹스 코미디 영화이다. 진 스텁니츠키가 감독과 공동 각본을 맡았다.